# 学都仙台フリーパス
学都仙台フリーパス（がくとせんだいフリーパス）は、仙台市交通局が発行する学生・児童用のフリーパス（定期券）。

## 概要
「市営バス」もしくは「市営バスと地下鉄」を利用して通学・通園する学生・児童を対象にした、全線乗り降り自由の乗車券。ただし、使用用途は通学・通園のみに限定されない。
地下鉄東西線開業前までは、「市バスフリーパス」と「市バス・地下鉄フリーパス」の2種類が存在し、前者は市営バスが、後者は市営バスと地下鉄（南北線）が、期間中全線乗り放題となる。有効期間は、1ヵ月もしくは3ヵ月。バスのみの定期券は紙、バス・地下鉄の定期券は磁気カードで発行されていた。
東西線開業後は、市営バスのみ、地下鉄のみ（南北線のみ、東西線のみ、双方利用可能の3つから選択可）、市営バス・地下鉄双方（地下鉄は南北線のみ、東西線のみ、双方利用可能）の各組み合わせから選択可能となり、また、これまでなかった有効期限6ヶ月券も販売開始された。併せて、紙または磁気カードからicsca定期券に変更された。これにより、東北大生や宮城教育大生などを中心に多くの学生、生徒が市バスフリーパスから地下鉄フリーパスの購入に切り替えたため、交通局自動車部の収入が減ることとなり、東西線開業後の自動車部門赤字拡大の一因となった。
2023年、仙台市は2024年度をめどに市営バスと宮城交通を対象とした新たなフリーパスの導入を検討していることを公表。2024年10月より、せんだいバスFREE+（せんだいバスフリープラス）を導入する。

## 販売対象
販売の対象となるのは、以下の教育機関等に、「市営バス」、「地下鉄」ないしは「市営バスおよび地下鉄」を利用して通学・通園する者。
- 幼稚園
- 小学校
- 中学校
- 高等学校[注 3]
- 中等教育学校
- 特別支援学校
- 大学[注 3]
- 高等専門学校
- 専修学校
- 各種学校のうち、交通局より認定を受けたもの
- 保育所

## 種類・金額
（カッコ）内は小児料金。2023年5月現在。
|       | 市バス                | 地下鉄                | 地下鉄                | 市バス・地下鉄        | 市バス・地下鉄        |
| 1路線 | 市バス                | 2路線                 | 地下鉄1路線           | 地下鉄2路線           |                       |
| 1ヵ月 | 5,970円 （2,990円）   | 6,990円 （3,500円）   | 8,390円 （4,200円）   | 11,140円 （5,580円）  | 12,330円 （6,170円）  |
| 3ヵ月 | 17,910円 （8,970円）  | 20,970円 （10,500円） | 25,170円 （12,600円） | 33,420円 （16,740円） | 36,990円 （18,510円） |
| 6ヵ月 | 35,820円 （17,940円） | 41,940円 （21,000円） | 50,340円 （25,200円） | 66,840円 （33,480円） | 73,980円 （37,020円） |

## 沿革

### 実証実験として
2008年（平成20年）10月1日から2009年（平成21年）9月30日にかけて、仙台都市圏内、36の大学・短大・高専・専修学校、約6.1万人を対象に、フリーパスの実証実験を実施。有効期間が1ヵ月の「市バスフリーパス」（5,000円）と「市バス・地下鉄フリーパス」（10,000円）、2種類を販売した。
学生の公共交通機関へのシフトおよび利用促進を目的に、さらにはそれに伴う学生の交通事故防止と環境負荷の低減を目指し、販売を開始。利用者数の減少が続く市営バスと、伸び悩みが続く地下鉄の利用者増加策の1つとして、学生をターゲットにしぼって実施されたが、地下鉄東西線開業を見据えた普及のための実験も兼ねていた。
2009年（平成21年）10月1日以降も、実証実験を延長する形で継続。新たに、有効期間を3ヵ月とするフリーパスも販売を開始した。実証実験は2010年（平成22年）3月31日まで続けられ、その後正式に導入されることとなった。

### 正式導入
- 2010年（平成22年）4月1日 - 対象を拡大した上で、本格実施に移行[7]。
- 2014年（平成26年）4月1日 - 消費税率引き上げに伴い、値上げ[8]。
- 2015年（平成27年）12月6日
  - 紙券ないしは磁気カードから、IC乗車券・icscaによる発券に変更[9]。
  - 新たに有効期間が6ヵ月間の乗車券も販売開始。地下鉄のみを対象とした「地下鉄フリーパス」も発売する。
- 2018年10月1日 - 運賃改定により値上げ。
- 2019年10月1日 - 運賃改定により再値上げ[10]。